# Ісікатамія
Ісікатамія — співочий стиль родом із Південної Африки. В європейському розумінні акапельний спів.

## Походження
Саме слово не має літературного перекладу. Воно походить із зулійського дієслова катама, що означає «ходити крадькома» або «уважене ходіння». Ісікатамія контрастує зі старішим співочим стилем мбубе, що означає «лев». Традиційно мбубічна музика характеризується як гучна і яскрава, в той час як ісакатамія зосереджується на одержанні гармонійно поєднуваних голосах.
Південно-африканська група Ladysmith Black Mambazo на чолі з засновником і лідером Джосефом Шабалалою втілювали цей співочий стиль у своїй творчості. Ісакатамійські хори традиційно чоловічі. Їхні коріння тягнуться ще з початку 20 сторіччя, коли численна кількість чоловіків покинула рідні місця у пошуках роботи у містах.
Сьогодні в стилі ісакатамії змагаються до 30 музичних гуртах у таких містах як Йоганесбург та Дюран кожної суботньої ночі з 20.00 до 08.00 години. Їх оцінює суворе журі, в якому підкуп неможливий.

## Всесвітнє визнання
Популяризація цього стилю на Заході відбулась завдяки альбому Graceland (1986) американського співака Пола Саймона з такими треками як «Diamonds on the Soles of her Shoes» (Діаманти на підошві взуття). У цьому треці Сайман співає разом зі співаками гурту Ladysmith Black Mambazo. Рок-фольковий альбом Graceland з південно-африканськими мотивами розійшовся в 1986 році 14-мільйонним тиражем і став одним з ключових альбомів 80-х. Він очолив UK Album Chart, і потрапив на третю сходинку US Billboard 200, в 1986 році виграв премію Греммі в номінації Альбом року, а головна пісня альбому в 1987 році отримала Греммі в номінації «Запис року». Альбом також включений в число «найкращих» і «найбільших» альбомів, включно зі списками журналів Rolling Stone і Time". Після цього альбому група Ladysmith Black Mambazo стала популярною і одержання визнання на заході. Також особливо відомими стали такі пісні як «Homeless» (Безхатьки), «Hello My Baby» (Привіт моє дитятко) і записи Боба Ділана «Knockin' on Heaven's Door». 1939 року зулійській іммігрант Соломон Лінда написав пісню «Mbube». Ця пісня зараз відома як «The Lion Sleeps Tonight» (Лев спить сьогодні уночі).